# 小国村 (岩手県)
小国村（おぐにむら）は、昭和30年（1955年）まで岩手県下閉伊郡にあった村。現在の宮古市小国・江繋にあたる。

## 地理
- 山：白見山
- 河川：小国川、薬師川

## 歴史
- 1889年（明治22年）4月1日 - 町村制施行にともない、小国村と江繋村が合併して新制の中閉伊郡小国村が発足。
- 1897年（明治30年）4月1日 - 郡の統合により中閉伊郡・東閉伊郡・北閉伊郡が合併して下閉伊郡が発足[1]。下閉伊郡小国村となる。
- 1937年（昭和12年）2月 - 豪雪。村内で炭窯が崩れて4人が圧死[2]。
- 1955年（昭和30年）7月1日 - 川井村・門馬村と合併し、新制の川井村となる。

## 行政
- 歴代村長

| 代 | 氏名         | 就任                   | 退任                      | 備考 |
| -- | ------------ | ---------------------- | ------------------------- | ---- |
| 1  | 中野収人     | 明治22年（1889年）6月  | 明治23年（1890年）10月    |      |
| 2  | 道又元右衛門 | 明治23年（1890年）12月 | 明治37年（1904年）4月     |      |
| 3  | 土川連三     | 明治37年（1904年）5月  | 明治38年（1905年）9月     |      |
| 4  | 道又元右衛門 | 明治39年（1906年）1月  | 大正9年（1920年）10月     | 再任 |
| 5  | 佐々木松平   | 大正9年（1920年）11月  | 大正11年（1922年）10月    |      |
| 6  | 高田誠一郎   | 大正11年（1922年）10月 | 大正13年（1924年）12月    |      |
| 7  | 大川啓五郎   | 大正14年（1925年）1月  | 昭和2年（1927年）8月      |      |
| 8  | 真田直四郎   | 昭和2年（1927年）9月   | 昭和5年（1930年）3月      |      |
| 9  | 道又勇太郎   | 昭和5年（1930年）6月   | 昭和10年（1935年）11月    |      |
| 10 | 石川重太郎   | 昭和11年（1936年）1月  | 昭和11年（1936年）5月     |      |
| 11 | 大竹三郎     | 昭和12年（1937年）3月  | 昭和17年（1942年）1月     |      |
| 12 | 榊原新弥     | 昭和17年（1942年）1月  | 昭和21年（1946年）2月     |      |
| 13 | 前川藤五郎   | 昭和21年（1946年）2月  | 昭和21年（1946年）11月    |      |
| 14 | 前川秀男     | 昭和22年（1947年）4月  | 昭和22年（1947年）6月     |      |
| 15 | 嶋津義孝     | 昭和22年（1947年）6月  | 昭和24年（1949年）4月     |      |
| 16 | 真田直四郎   | 昭和24年（1949年）6月  | 昭和28年（1953年）6月     | 再任 |
| 17 | 前関泉       | 昭和28年（1953年）6月  | 昭和30年（1955年）6月30日 |      |